# Карм, Вильгельм Яковлевич фон
Вильгельм Яковлевич фон Карм (нем. Wilhelm von Karm, 3 августа 1820, Пернов, Лифляндская губерния — 5 декабря 1902, Гельсингфорс) — российский архитектор немецкого происхождения, работавший выборгским губернским архитектором с 1849 по 1885 год.

## Биография

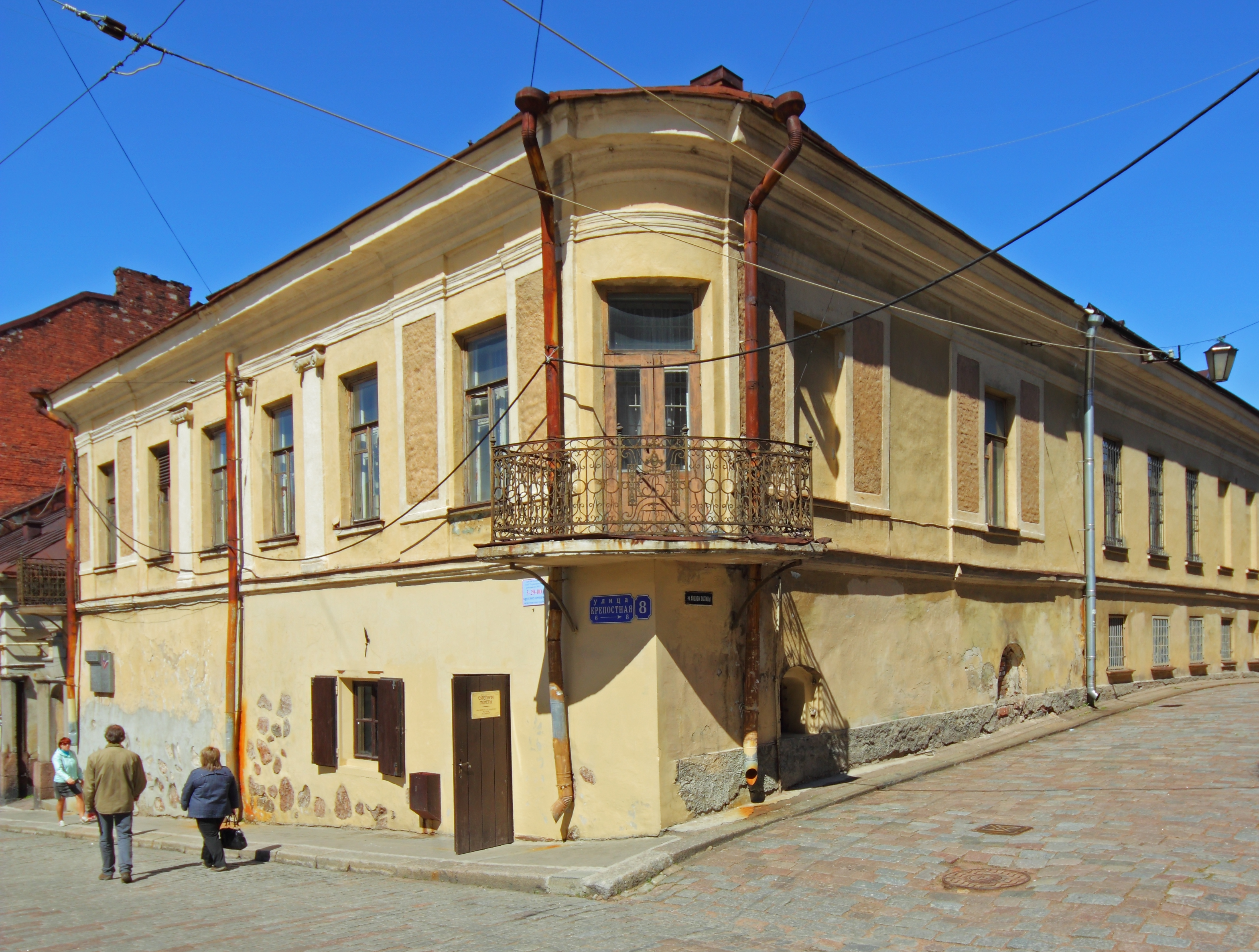
Дом Валя

Родился в семье майора фон Я. А. фон Карма (нем. Jacob Magnus von Karm), командира Азовского пехотного полка. В 1836-1842 годах проходил обучение в Петербургском училище гражданских инженеров, а также посещал лекции по архитектуре в Дерптском университете. 

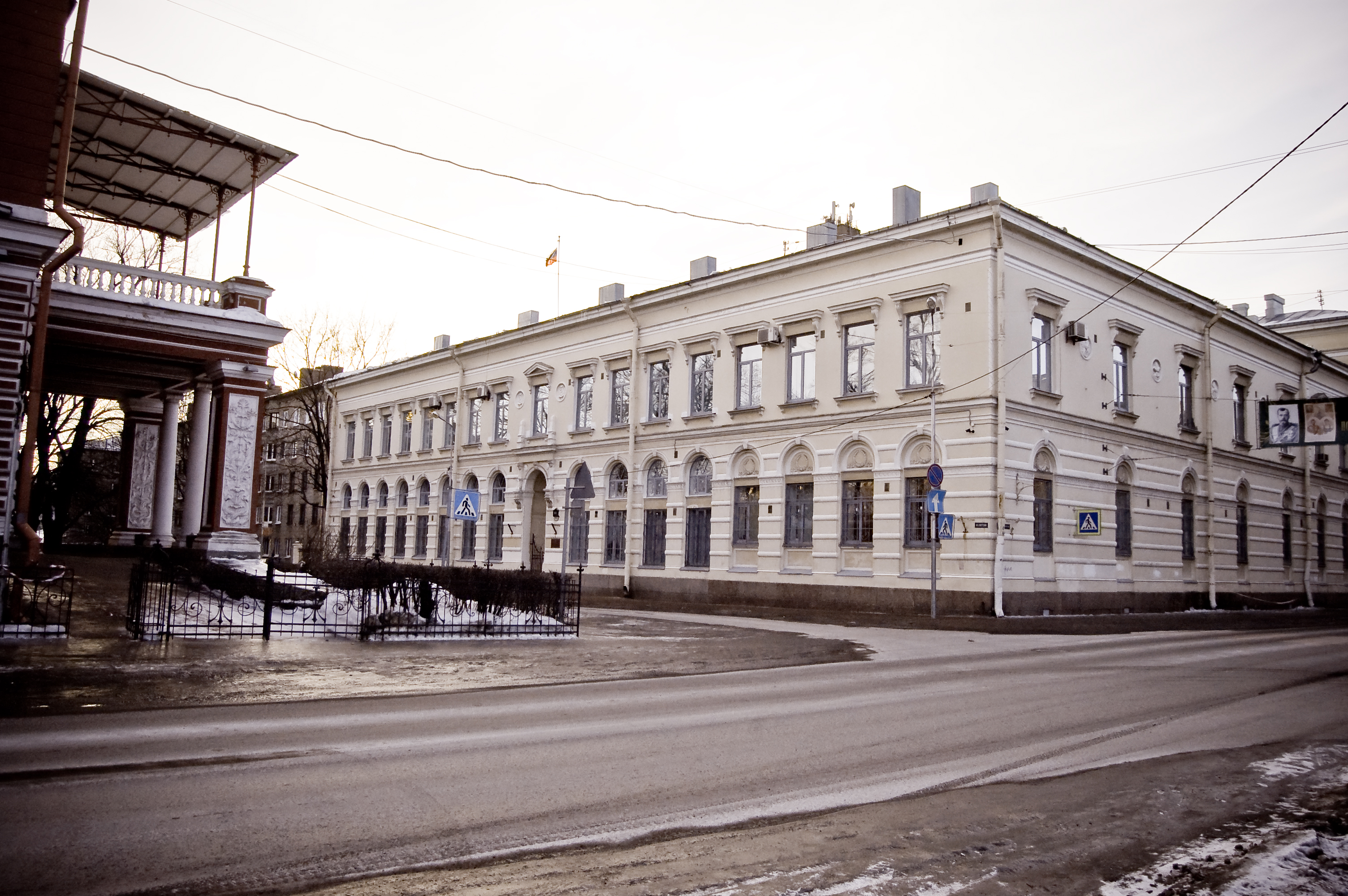
Здание Выборгской администрации

Получив диплом гражданского инженера и направление на службу в Москву, с 1842 года в должности гражданского инженера продолжал обучение архитектуре в Московском университете (до 1844 года). В период работы в Москве получил в 1847 году благодарность за проектирование здания аптечного склада.
После восстановления должности выборгского губернского архитектора с 1849 года назначен исправляющим эту должность, в которой утверждён с 1852 года. Получил благодарность за службу от московского губернатора и строительной и дорожной комиссии. В 1864 году при всех губернских правлениях Российской империи были учреждены строительные отделения, а Интендантская контора Великого княжества Финляндского в 1865 году реорганизована в Главное управление публичных зданий, и с 1865 года фон Карм возглавил выборгское губернское строительное управление. Проработав в Выборге 36 лет, он занимался не только государственной, но и частной практикой, выполнив большое количество проектов зданий в стиле русского классицизма, главным образом, деревянных (в том числе жилые дома, магазины, государственные учреждения). Однако большая их часть впоследствии была утрачена. Одно из немногих сохранившихся зданий — дом Валя. Спроектировал одноэтажное здание земельной конторы на углу Екатерининской улицы, которое после перестроек и расширения заняло губернское правление, а позже — городская администрация. В 1881-1882 годах осуществлял контроль над строительством казарм 8-го Выборгского стрелкового батальона на Папульской улице.
В 1885 году Вильгельм фон Карм ушёл в отставку по болезни и переехал в Гельсингфорс. На посту губернского архитектора его сменил Жак Аренберг.

## Семья
Вильгельм фон Карм был женат дважды: до 1870 года — на Юлии Певцовой, а после её смерти с 1871 года на Генриетте Кристине Хайкель (нем. Henrietta Kristina Heickell, 1840-1926). В браке имел приёмного сына Александра Альфреда (нем. Alexander Alfred von Karm, 1865—1919).